# David Tanner
David Tanner (Melbourne, 30 settembre 1984) è un ex ciclista su strada australiano, professionista dal 2009 al 2018, con caratteristiche di velocista.

## Palmarès
- 2004 (UVCA Troyes, una vittoria)

2ª tappa Tour of Sunraysia
- 2007 (Vélo Club La Pomme Marseille, una vittoria)

1ª tappa Tour du Gévaudan
- 2008 (Vélo Club La Pomme Marseille, una vittoria)

1ª tappa Tour du Pays Roannais
- 2009 (Rock Racing, una vittoria)

4ª tappa Tour of the Murray River
- 2010 (Fly V Australia, quattro vittorie)

4ª tappa Vuelta de Bisbee
2ª tappa Tour de Beauce
1ª tappa Tour of Utah
2ª tappa Tour of China I
- 2015 (IAM Cycling, una vittoria)

2ª tappa Österreich-Rundfahrt (Litschau > Grieskirchen)

## Piazzamenti

### Grandi Giri
- Giro d'Italia

2014: 130º
- Vuelta a España

2013: 106º
2015: ritirato (2ª tappa)

### Classiche monumento
- Milano-Sanremo

2011: ritirato
2012: ritirato
2013: 101º
2015: ritirato
- Parigi-Roubaix

2011: ritirato
- Liegi-Bastogne-Liegi

2012: ritirato
2013: 131º
2014: 132º
2015: ritirato
2016: 149º
- Giro di Lombardia

2013: ritirato
2014: ritirato

### Competizioni mondiali
- Campionati del mondo

Limburgo 2012 - In linea Under-23: 42º
Limburgo 2012 - Cronometro a squadre: 13º